# 자이언트반디쿠트
자이언트반디쿠트(Peroryctes broadbenti)는 반디쿠트과에 속하는 유대류의 일종이다. 오로지 파푸아뉴기니에서만 발견된다. 자연 서식지는 아열대 또는 열대 기후 지역의 건조한 숲이다.